# Operação Ivy

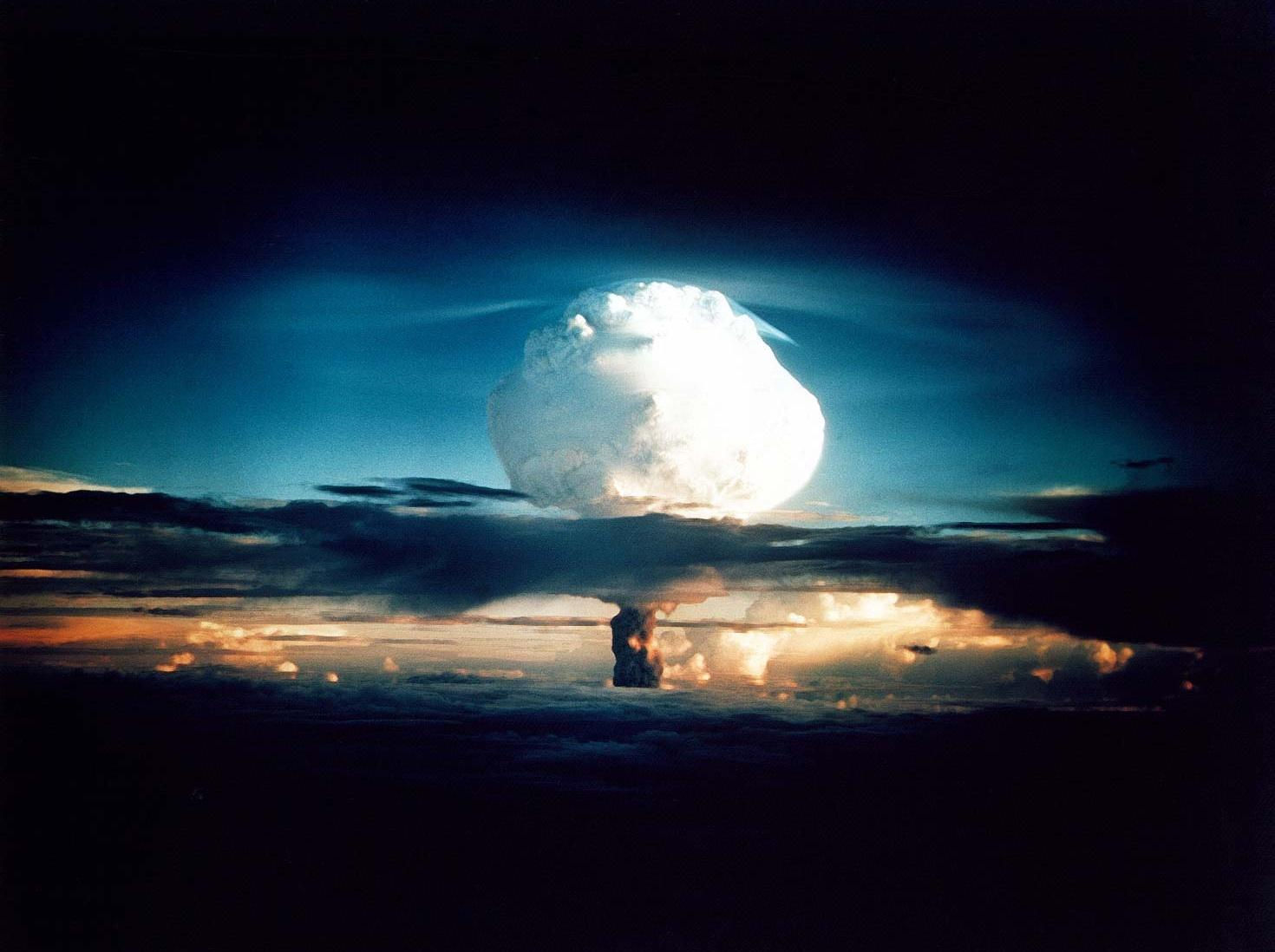
O cogumelo nuclear gerado pelo Ivy Mike.

A Operação Ivy (em português hera), foi a oitava operação de testes nucleares dos Estados Unidos. O objetivo da Operação foi atualizar o arsenal estadunidense em resposta ao armamento nuclear soviético durante os dois testes em 1952.
O primeiro teste, com o nome de código Ivy Mike, foi detonado em 1 de novembro na Elugelab Island (atol de Enewetak) das Ilhas Marshall, deixando uma cratera de 1,9 km de diâmetro e 50 m de profundidade, e usou deutério líquido como combustível de fusão. O teste foi notável por ter resultado na primeira bomba de hidrogénio do mundo, tendo tido uma potência de 10,4 megatoneladas, quase 500 vezes a potência da bomba de Nagasaki.
O segundo teste, com o nome de código Ivy King, foi detonado em 16 de novembro no mesmo local do teste anterior. Foi a mais potente bomba usando unicamente fissão nuclear, tendo gerado 500 quilotoneladas, entre 25 e 40 vezes a potência da combinação de todos os explosivos usados na Segunda Guerra Mundial. Foi apelidada de "Super Bomba de Oralloy" devido ao seu elevado teor de urânio enriquecido (o termo oralloy foi um nome de código usado durante o Projecto Manhattan para designar este tipo de urânio, sendo uma contracção da expressão Oak Ridge alloy).
O aviador Jimmy P. Robinson desapareceu após completar a sua missão de pilotar o F84-G através do cogumelo nuclear, recolhendo amostras de ar para análise do índice de radioatividade existente; ficou sem combustível e saltou da aeronave, nunca tendo, no entanto, sido encontrado.
| Nome do teste | Data                   | Localização                             | Potência          | Nota                                 |
| ------------- | ---------------------- | --------------------------------------- | ----------------- | ------------------------------------ |
| Mike          | 1 de Novembro de 1952  | Elugelab Island, Eniwetok               | 10,4 - 12 megaton | A primeira bomba de hidrogénio.      |
| King          | 16 de Novembro de 1952 | 610 m a norte de Runit Island, Eniwetok | 500 quiloton      | A mais potente bomba de fissão pura. |